# Imaginalscheibe

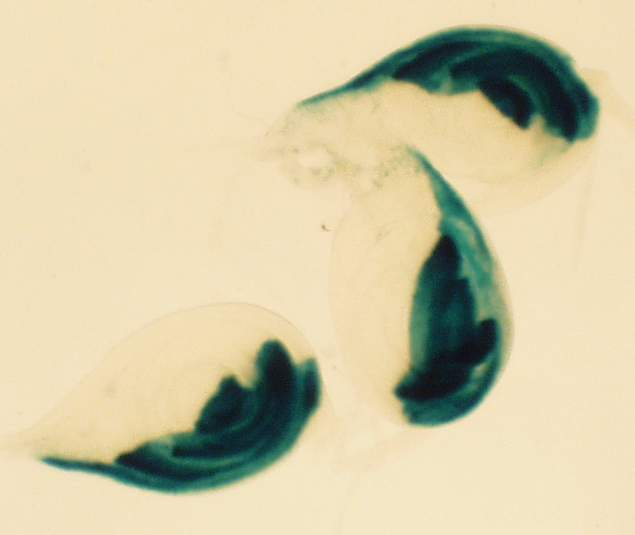
Bein-Imaginalscheiben von Drosophila melanogaster angefärbt unter dem Mikroskop

Imaginalscheiben sind aus Einstülpungen der Epithelien in den Larven von Insekten entstandene „Epithelsäckchen“, die schon im Embryo angelegt werden. Aus diesen Imaginalscheiben bilden sich während der Metamorphose zu adulten Tieren Flügel, Geschlechtsorgane, Beine, Augen und Antennen.